# Dasyses correpta
Dasyses correpta är en fjärilsart som beskrevs av Edward Meyrick 1931. Dasyses correpta ingår i släktet Dasyses och familjen äkta malar.
Artens utbredningsområde är Vietnam. Inga underarter finns listade i Catalogue of Life.